# Huánuco

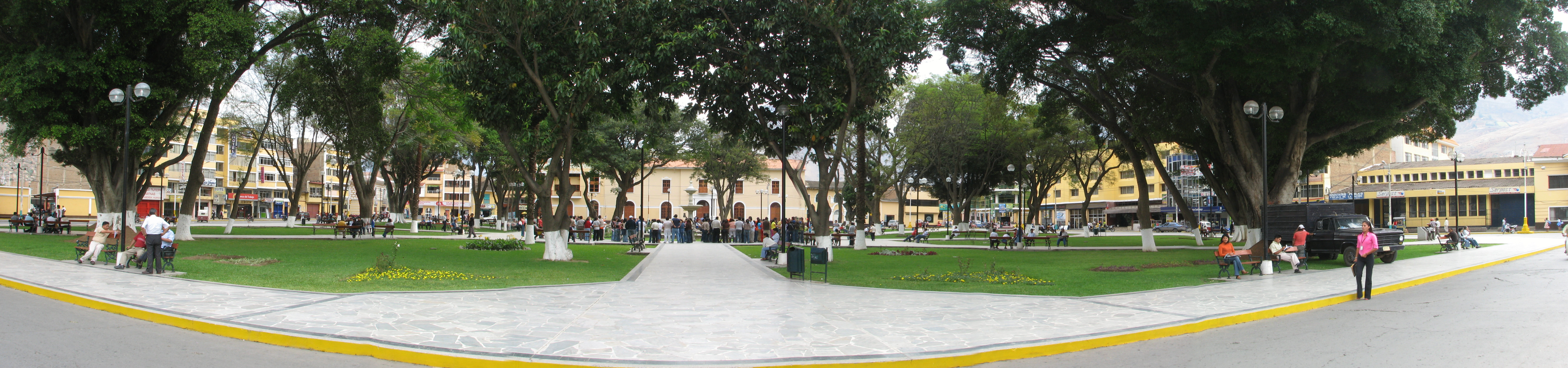
Platz in der Innenstadt Huánucos

Huánuco ist eine Stadt in den peruanischen Anden und die Hauptstadt der Region Huánuco. Sie zählte 84.612 Einwohner im Jahre 2017.
Im Ballungsraum lebten 196.627 Menschen.

## Geschichte
Die Stadt wurde am 15. August 1539 vom spanischen Conquistador Gómez de Alvarado y Contreras unter dem Namen La muy noble y leal ciudad de los Caballeros del León de Huánuco an der Stelle der Inkastadt Yarowilca gegründet. Später wurde die Siedlung von Pedro Barroso ins Tal des Río Huallaga umgesiedelt, um den Angriffen durch Illa Túpac und seinem Heer zu entgehen.
Seit 1865 ist Huánuco Bischofssitz.

## Geographie
Die Stadt liegt auf rund 1880 Metern in der Höhenstufe Yunga (nach Pulgar Vidal) bzw. der Tierra Templada im Tal des Río Huallaga. Huánuco zählt rund 120.000 Einwohner (INEI 2005). Die Stadt liegt an einer wichtigen Verkehrsachse, welche Pucallpa mit Lima verbindet und wird vom Alférez FAP David Figueroa Fernandini Airport (IATA: HUU, ICAO: SPNC) bedient.

## Bildung
- Universidad Nacional Hermilio Valdizán
- Universidad de Huánuco

## Sehenswürdigkeiten
- Archäologische Stätte Kotosh, mit den „Manos Cruzadas“ („gekreuzte Hände“)

## Museum
- Museo Regional Leoncio Prado de Huánuco

## Sport
Die Stadt beheimatet zwei große Fußballvereine: zum einen den 1939 gegründeten Club Deportivo Social Cultural Alianza Universidad de Huánuco, der seit der Saison 2019 in der ersten peruanischen Liga spielt, zum anderen León de Huánuco, der in der auf Amateurebene ausgetragenen Copa Peru spielt.

## Söhne und Töchter der Stadt
- Mariano Ignacio Prado (1826–1901), zweimaliger peruanischer Staatspräsident
- Francisco Pulgar Vidal (1929–2012), peruanischer Komponist
- Daniel Alomía Robles (1871–1942), peruanischer Komponist von El cóndor pasa
- Javier Pulgar Vidal (1911–2003), peruanischer Geograph
- Thalía Valdivia (* 1996), Langstreckenläuferin